# Apuleio
Lúcio Apuleio (em latim: Lucius Apuleius; Madaura, na atual Argélia, c. 125 - Cartago, c. 170) foi um escritor e filósofo médio platônico romano.
Apuleio nasceu em Madaura, pequena mas importante colônia romana. Sua família, proveniente da Itália, era abastada e influente: o pai fora duúnviro, a mais alta magistratura municipal da Roma Antiga, e deixara aos dois filhos uma consistente herança de quase dois milhões de sestércios
Após os primeiros estudos de gramática e retórica transferiu-se para Cartago, onde aprofundou seus conhecimentos de poesia, geometria, música  e sobretudo de filosofia, cujos estudos concluiu posteriormente em Atenas.
Interessava-se também pelos ritos esotéricos: em Cartago, pelos mistérios de Esculápio, o correspondente romano de Asclépio, o deus grego da medicina e da cura, e, em Atenas, pelos mistérios eleusinos.
Casou-se com uma viúva rica, Emília Pudentila, e foi acusado pelos parentes de sua esposa de haver utilizado magia para obter seu amor. Defendeu-se através de uma célebre Apologia, que se conservou até os nossos dias.
Sua obra mais famosa é Metamorphoseon Libri XI (Onze livros de metamorfose), mais conhecida como O asno de ouro. Apuleio escreveu também: Floridas (fragmentos de discursos) e De Deo Socratis.